# 어쌔신 걸스
《어쌔신 걸스》(영어: Assassination Nation)은 2018년 개봉한 미국의 범죄 스릴러 영화이다. 샘 레빈슨이 감독과 각본을 맡았으며, 오데사 영, 수키 워터하우스, 하리 네프, 아브라, 벨라 손, 빌 스카스가드가 출연한다. 2018 선댄스 영화제에서 전세계 최초 상영되었다.

## 줄거리
세일럼 마을에서 고등학교 3학년인 릴리 콜슨은 세 명의 절친 벡스 워런, 그리고 자매 엠과 사라 레이시와 정기적으로 어울린다. 그들은 파티에 가서 벡스가 짝사랑하는 다이아몬드와 엮이고, 릴리는 남자친구 마크와 어울리며 동시에 "대디"라고만 알려진 남자에게 몰래 문자를 보낸다. 성관계 후 다이아몬드는 벡스에게 성관계를 비밀로 하라고 말한다. 벡스는 트랜스젠더이기 때문이다.
평범한 해커인 마티는 정체불명의 해커로부터 유명한 반동성애 후보인 바틀릿 시장에 대한 메시지를 받는다. 그는 바틀릿이 남성 에스코트와 어울리고 여장을 하는 사진을 공개하고, 마티는 이 사진을 마을 전체에 전송한다. 사실을 밝혀야 하는 기자 회견에서 바틀릿은 공개적으로 자살한다. 세일럼 고등학교의 친절한 교장 터렐이 다음으로 해킹을 당하는데, 그의 여섯 살 딸이 욕조에 있는 사진 때문에 사람들은 그를 소아성애자로 여긴다. 화난 학부모들과의 면담에서 그는 사임을 거부하며 학생들을 위해 상황을 바로잡고 학교를 위해 최선을 다하겠다고 선언한다.
경찰이 마티에게 해킹 사건에 대해 심문하는 동안, 세일럼 주민 절반의 정보가 담긴 방대한 자료가 게시된다. 릴리의 반 친구 그레이스는 절친 레이건이 그레이스의 누드 사진을 남자친구들에게 보냈고, 그 사진들이 공개되었다는 사실을 알게 된다. 그레이스는 치어리딩 연습 중 레이건을 야구 방망이로 때려 혼수상태에 빠뜨린다. 아빠는 릴리가 예전에 베이비시터로 돌봐주던 엠과 사라의 이웃 닉 매더스로 밝혀진다. 닉의 정보가 유출되면서 릴리가 닉에게 보낸 음란 사진과 영상이 공개된다. 결국 마크는 릴리의 신분을 폭로하고 굴욕을 안겨주고, 릴리의 부모는 릴리와 인연을 끊는다. 릴리는 버림받고 집도 없이 비참한 삶을 살다가 트럭을 탄 남자에게 괴롭힘을 당한다. 그는 릴리를 촬영하고 괴롭히다가 칼로 쫓는다. 결국 그녀는 삽으로 그를 기절시킨 후 엠과 사라의 집에 숨어든다.
일주일 후, 마을 사람들 대부분은 자신들에게 잘못을 저질렀다고 생각하는 사람들에게 복수하기 위해 가면을 쓰고 무기를 들었다. 가면을 쓴 자경단을 이끄는 닉은 마티를 붙잡고, 마티에게 고문을 가해 해킹의 출처가 릴리의 IP 주소라는 사실을 자백하게 한다. 마티를 처형하기 전, 그들은 마티의 강제 자백 영상을 업로드한다. 가면을 쓴 괴한들은 릴리를 추적하여 네 자매가 머물고 있는 엠과 사라의 집으로 가서 침입한다. 릴리와 벡스의 어머니 낸스는 약탈자들을 막으려 하지만 살해당하고, 릴리와 벡스는 탈출한다. 한편, 리히터 경관이 이끄는 괴한들은 엠과 사라를 밖으로 끌고 나가 경찰차에 태운다. 벡스는 네일 건으로 괴한 중 한 명을 제압하고 도움을 요청하기 위해 거리로 나선다. 릴리는 닉의 집에 숨어든다.
닉은 처음에는 릴리를 돕는 척하다가 칼을 휘두르며 마을 사람들의 비밀을 폭로하고 자신의 결혼 생활과 가족을 파괴한 릴리를 강간해 죽이려고 했다.릴리는 닉을 무력화시키고 욕실에 숨어 마티의 시체를 발견했다.닉은 안으로 들어가지만, 잠시 싸운 후 릴리는 면도날로 그를 쓰러뜨린다.릴리는 닉의 많은 무기를 발견하고, 이를 이용해 리히터를 총으로 쏘아 죽이고 사라와 엠을 그의 구금에서 구출한다.한편, 벡스는 다이아몬드의 절친 조니에게 붙잡히고, 조니는 다이아몬드에게 굴욕에 대한 보복으로 벡스를 교수형에 처하게 한다.벡스는 조니에게 벡스를 살려달라고 설득하고, 조니는 벡스를 묶어놓고 지켜보게 한다.릴리, 엠, 사라는 벡스를 구출하고, 그 과정에서 조니의 친구들을 모두 제거한다.조니는 항복하고 목숨을 구걸하지만, 벡스는 조니를 살려주고 다이아몬드를 풀어준다. 릴리는 자신의 결백을 주장하며 세일럼의 모든 사람들에게 일어나 가해자들에게 맞서 싸우라고 촉구하는 영상을 제작한다. 하지만 곧 그녀는 해킹으로 자신들을 해쳤다는 혐의를 받는 피해자들과 합류한다.
폭동 이후, 해킹의 배후에 있는 릴리의 남동생 도니는 사이버 테러, 살인, 사생활 침해 혐의로 체포되어 유죄 판결을 받는다. 부모가 도니에게 왜 그랬는지 묻자, 도니는 "몰라요, 재밌어서요."라고 대답한다. 영화는 세일럼 고등학교 마칭 밴드가 시체와 파괴된 차량으로 가득한 폐허가 된 마을을 행진하며 마일리 사이러스의 "We Can't Stop"을 연주하는 장면으로 끝난다.

## 출연
- 오데사 영 - 릴리 콜슨
- 수키 워터하우스 - 세라 레이시
- 하리 네프 - 벡스 워런
- 아브라 - 엠 레이시
- 벨라 손 - 레이건 홀
- 빌 스카스가드 - 마크
- 조엘 맥헤일 - 닉 메이서스
- 모드 애퍼타우 - 그레이스
- 콜먼 도밍고 - 터럴 교장
- 애니카 노니 로즈 - 낸시 레이시
- 케빈 해리슨 주니어 - 메이슨
- 루커스 게이지 - 에릭 러폰트
- 코디 크리스천 - 조니
- 대니 라미레스 - 다이아몬드
- 노아 갤빈 - 마티
- 제니퍼 모리슨 - 마지 덩컨
- J. D. 에버모어 - 패터슨 대장
- 컬런 모스 - 바틀렛 시장
- 수전 미스너 - 로즈 메이서스
- 조 크레스트 - 로런스
- 캐스린 어브 - 리베카 콜슨
- 제프 포프 - 릭터 경관
- 앤드린 워드해먼드 - 대니얼스 경관

## 기타
- 배역: 마리 베뉴
- 배역: 제시카 켈리